# Babaca
Babaca é um termo que pode ser utilizado no português brasileiro para designar, de forma insultiva, uma pessoa tola, ingênua, boba, idiota ou de baixo intelecto.
Contudo, é mais empregado para se referir a uma pessoa que faz o outro se sentir oprimido, desrespeitado, diminuído.

## Origem e uso atual
Originalmente a palavra babaca consistia em um termo africano, de origem banta  utilizado como denominação vulgar da vulva feminina, mas após ser incorporado pelo idioma português, no Brasil, perdeu seu sentido original, passando a ser predominantemente utilizada como um insulto  designado a classificar uma pessoa como tola ou ingênua.
Atualmente trata-se de um termo chulo usado como forma de ofensa pessoal em distintos países adeptos do idioma português, sendo particularmente mais utilizado no Brasil, onde esta é a palavra mais comumente utilizada para designar uma pessoa rude, egoísta, arrogante ou desrespeitosa.

## Na cultura popular
Até a década de 1950, a utilização da palavra "babaca" era considerada um tabu. Nos dias atuais, apesar de ainda ser considerado um termo relativamente chulo e ofensivo, não é incomum a divulgação da palavra "babaca" no cotidiano do brasileiro, sendo utilizada até mesmo pelos grandes órgãos de imprensa, tanto na forma escrita como na falada, sobretudo quando é intencionada a apresentação de certa denotação informal.
Dentre inúmeras menções públicas feitas a esta expressão, destacam-se as seguintes:
- A canção "É", do cantor Gonzaguinha, que apresenta as seguintes frases no seu refrão: "É! A gente não tem cara de panaca; A gente não tem jeito de babaca(...)";[9]
- A cantora Maria Gadú gravou uma canção denominada "Babaca Mirim";[10]
- A trupe do Casseta e Planeta utilizava a terminologia de forma recorrente em seu programa humorístico transmitido pela TV Globo utilizando, por exemplo, a expressão "Big Babaca Brasil" para se referir ao reality show Big Brother Brasil, veiculado pela mesma emissora;[11]
- O ex-presidente Luiz Inácio Lula da Silva utilizou-se desta palavra para ofender publicamente o então Senador pernambucano Sérgio Guerra, em uma discussão sobre o Programa de Aceleração do Crescimento (PAC), afirmando: O Sérgio Guerra é um babaca. Ele desconhece as obras do PAC, porque não quer conhecer.[12] Em outra ocasião, Lula chamou de "Babacas ricos" os estudantes universitários contrários ao aumento do número de vagas para estudantes nas universidades públicas.[13]
- No segundo turno da eleição presidencial de 2018 no Brasil, num evento em favor da candidatura de Fernando Haddad, o senador eleito pelo Ceará Cid Gomes chamou um militante do PT de "babaca"[14].
- A palavra apresenta quase três milhões de menções no motor de busca do Google.[15]

## Termos similares em outros idiomas
Termos equivalentes, presentes em outros idiomas, também apresentam conotações similares:
- Apesar de apresentar uma origem distinta, a palavra "cunt", utilizada na língua inglesa apresenta um histórico similar em sua alteração de conotação. Inicialmente correspondia a um termo utilizado exclusivamente para indicar a genitália feminina.[18][19] Entretanto, posteriormente ganhou novo sentido, indicando também uma pessoa estúpida ou idiota,[19] embora trate-se de uma expressão considerada como sendo bastante ofensiva.[16]
- O termo equivalente em francês, "con" , também apresenta duplo sentido, designando tanto a genitália feminina, de forma vulgar, bem como uma pessoa estúpida, ingênua ou desagradável.[17] Nos países falantes da língua francesa, assim como ocorre no Brasil com o termo babaca, a expressão "con", apesar de chula, é amplamente utilizada em seu sentido figurado.[20]